# 熱中家族
『熱中家族』（ねっちゅうかぞく）は、1998年2月23日から4月3日に、TBS系列「花王 愛の劇場」枠にて放送された昼のテレビドラマ。放送時間は月曜から金曜の13:00-13:30（JST）。全6週、30回。中村あずさの引退作品となった。 

## あらすじ
専業主婦の今日子は、会社員の夫・啓介、長女・麻里、長男・純の4人家族。近所の時江に影響され、周囲の小学校受験の状況を知った今日子は、幼稚園に通う長男の純を名門私立小学校に入れたいと思い始める。公立で十分だと反対する夫や母・和江を押し切り、今日子は塾の体験入学会に参加する。 

## キャスト
- 今日子 - 中村あずさ
- 啓介 - 中野英雄
- 純 - 谷野欧太
- 麻里 - 児玉真菜
- 舞 - 碇由貴子
- 弓絵 - 奈良富士子
- 絹子 - 草村礼子
- 広田レオナ
- 時江 - 山下容莉枝
- 小林克也
- 和江 - 水野久美
- ユキ - 大谷奈那実

## 主題歌
- 「SWEET 7DAYS」

作詞：田村直美/作曲：田村直美・石川寛門/編曲：月光恵亮・鷹羽仁/歌：田村直美（ポリグラム）